# Xã Adams, Quận Hamilton, Indiana
Xã Adams (tiếng Anh: Adams Township) là một xã thuộc quận Hamilton, tiểu bang Indiana, Hoa Kỳ. Năm 2010, dân số của xã này là 4.858 người.